# Тансудо
Тансудо (кор. 당수도, 
, Tangsudo, Tang Soo Do — «Шлях Китайської (Танської) Руки») — корейське бойове мистецтво, що виникло в середині XX століття на основі традиційних корейських бойових систем (таких як субак) та під впливом японського карате (зокрема, стилю сьотокан). Тансудо акцентує увагу на ударах руками і ногами, техніках блоків, формальних вправах (хьон), спарінгу, а також на розбиванні твердих предметів (кьокпа). Воно розвиває не лише фізичні навички, але й дисципліну, самоконтроль та моральні якості.

## Історія та заснування
- Зародження Тансудо пов'язане з діяльністю майстра Хван Кі (кор. 황기, 1904—2002), засновника школи (кван) Чанмукван (кор. 창무관) у Сеулі у 1945 році.[2]
- Після звільнення Кореї від японської окупації виникла потреба у відродженні національних бойових мистецтв. Хван Кі, який вивчав корейські методи боротьби (Су Бак До) та японське карате, об'єднав ці знання у систему, яку спочатку називав Хвасудо, а потім — Тансудо.
- Назва відображає зв'язок з китайськими бойовими мистецтвами (ієрогліф «Тан» символізує Китай, «Су» — рука, «До» — шлях), що підкреслювало давню історію бойових традицій на Корейському півострові.[3]
- Чанмукван став одним з дев'яти оригінальних кванів, які об'єдналися для створення тхеквондо. Проте Тансудо залишилося окремою дисципліною.[4]

## Технічні особливості

### Основні компоненти
- Удари ногами (Ча-кі): Високі удари, кругові техніки, прямий удар у стрибку. Вважаються візитною карткою мистецтва.
- Удари руками (Сон-кі): Прямі удари (чірігі), удари ліктем, різноманітні блоки для ближнього бою.
- Стійки (Согі): Використовуються стійки різної висоти, часто ширші та нижчі за аналогічні в спортивному тхеквондо.
- Хьон (Теуль): Формальні комплекси вправ, що імітують бій з кількома супротивниками. Набір відрізняється між організаціями.
- Хосінсуль: Техніки самооборони (вивільнення від захоплень, кидки).
- Кьокпа: Розбивання твердих предметів для демонстрації сили та контролю.
- Десанспарінг (Матсокі): Умовний та вільний спарінг, часто з використанням захисного обладнання.[5]

## Філософія та виховання
Тансудо виховує морально-етичні принципи:
- Честь та чесність (Є Уї)
- Повага до старших (Ке Сон)
- Самодисципліна (Чом Чжі)
- Витривалість (Кук Кіль)
- Відсутність насильства (Му Бек)

## Відмінності від тхеквондо
| Характеристика       | Тансудо                           | Тхеквондо (WTF)                |
| -------------------- | --------------------------------- | ------------------------------ |
| Акцент               | Збалансоване використання рук/ніг | Перевага високим ударам ногами |
| Техніки рук          | Розвинені, різноманітні           | Обмежені в спортивних правилах |
| Формальні вправи     | Хьон (близькі до ката карате)     | Пхумсе                         |
| Спортивна орієнтація | Традиційний підхід                | Олімпійський вид спорту        |
| Історичні корені     | Чанмукван, сьотокан               | Об'єднання 9 кванів            |

## Поширення та організації
Найбільші міжнародні організації:
- Всесвітня Федерація Тансудо (WTSDF)
- Міжнародна Асоціація Тансудо Чанмукван (ICTSDA)
- Американська Асоціація Тансудо (ATA) — згодом перейшла на Сонгхам Тхеквондо

В Україні діють філії міжнародних організацій та незалежні клуби.

## Система поясів
| Рівень  | Колір поясу      | Ступінь        |
| ------- | ---------------- | -------------- |
| Учень   | Білий → Червоний | 10-й → 1-й куп |
| Майстер | Чорний           | 1-й → 9-й дан  |

Примітка: Кольорова послідовність може відрізнятись між школами.

## Спадщина
Тансудо зберігає традиційні техніки та філософські принципи, залишаючись важливою частиною корейської бойової спадщини. Воно практикується у понад 60 країнах світу.

## Галерея

Виконання хьон (формальної вправи)Виконання хьон (формальної вправи)
Змагання з десанспарінгуЗмагання з десанспарінгу
Система кольорових поясівСистема кольорових поясів